# Béla Štěpán Széchenyi
Béla Štěpán Maria Széchenyi, hrabě ze Sárvár-Felsővidéku (maďarsky Gróf sárvár-felsővidéki Széchenyi Béla István Mária, německy Béla Széchenyi Graf von Sárvár-Felsővidék; 3. února 1837, Pešť – 2. prosince 1918 Budapešť) byl maďarský šlechtic z hraběcího rodu Széchenyiů, politik a cestovatel, zastával úřad strážce uherské koruny

## Život

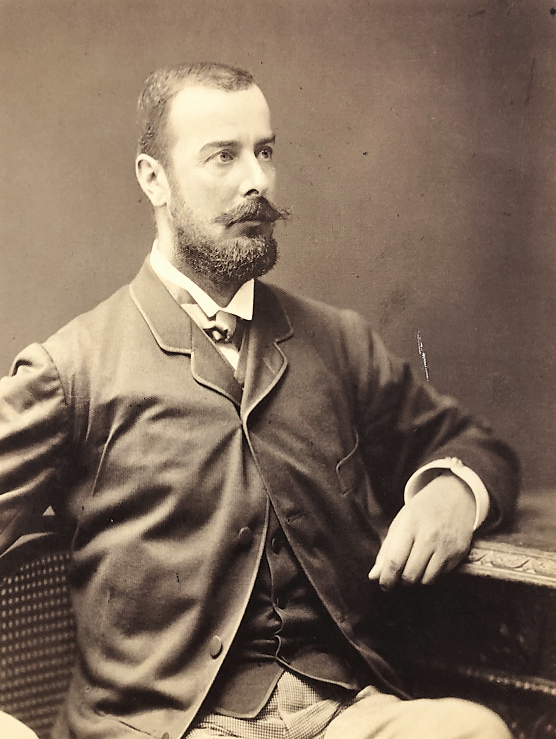
Hrabě Béla Széchenyi v roce 1879

Béla Széchenyi se narodil v Pešti jako syn významného uherského politika a dobrodince Štěpána Széchenyiho a jeho manželky Marie Krescencie, rozené hraběnky ze Seilernu. Měl jednoho mladšího vlastního bratra Ottu Jiřího (1839–1922) a sedm starších nevlastních sourozenců z matčina prvního manželství s Karlem Zichym.
Oženil s hraběnkou Johannou (Jankou) Erdödyovou (1846–1872), která zemřela krátce po porodu druhé dcery.
- Alice (2. 9. 1871 Nagycenk – 20. 3. 1945 Pomáz), manž. 1895 hrabě Tibor Teleki de Szék (18. 5. 1871 Gyömrő – 26. 9. 1942 tamtéž)[2][3]
- Hana (14. 10. 1872 Nagycenk – 1. 11. 1957 Gmunden), manž. 1902 hrabě Lajos Lőrinc Károlyi (10. 8. 1872 Heiligendamm – 23. 5. 1965 Friesach)[4]

V roce 1861 zúčastnil zasedání uherského zemského sněmu, kde rozhodně prosazoval zrovnoprávnění Židů.
V roce 1863 podnikl cestu do Severní Ameriky, kterou popsal ve svém díle Amerikai utam (Moje americká cesta, Pešť 1865). V roce 1865 navštívil Alžír a mezi lety 1877 a 1880 v doprovodu několika učenců také Čínu a jihovýchodní Asii.
Některé výsledky svého bádání sám publikoval ve spisech Maďarské akademie věd.
4. prosince 1900 byl zvolen strážcem koruny.
Hrabě Béla Štěpán Széchenyi zemřel 2. prosince 1918 v Budapešti.